# William Kettner

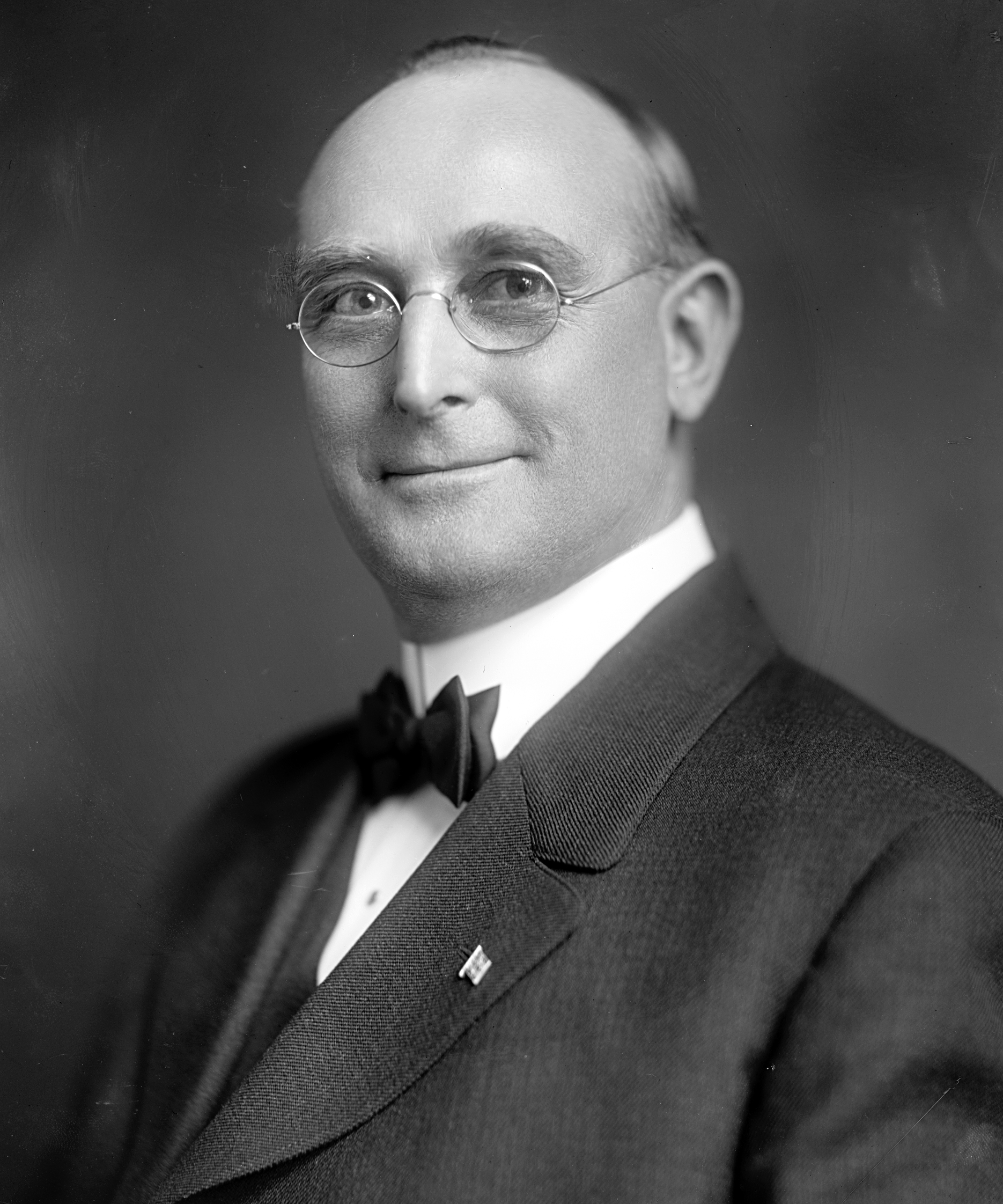
William Kettner

William "Bill" Kettner, född den 20 november 1864 i Ann Arbor, Michigan, död den 11 november 1930, var en amerikansk demokratisk politiker som satt i USA:s representanthus från 1913-1921. 
Han är känd för att ha hjälpt till att få många anläggningar för USA:s flotta att förläggas till San Diego. Kettner dog i San Diego 1930 och är begravd i Greenwood Memorial Park Cemetery, bredvid hans mor som dog 1912. 1914 blev en militär båt döpt till Bill Kettner, till hans ära. Och 1921 fick en boulevard i San Diego namnet Kettner Boulevard till hans minne. 